# She-Fox
She-Fox (außerhalb des deutschsprachigen Raumes Vixen) ist ein Jump ’n’ Run mit Actionspiel-Elementen, das 1988 von Martech Games auf den Markt gebracht wurde. Es erschien für die Heimcomputer Amiga, Amstrad CPC, Atari ST, C64, den Sinclair ZX Spectrum sowie für das Betriebssystem MS-DOS.

## Story
Die weibliche Hauptfigur names Vixen (engl. für Füchsin) ist eine der letzten lebenden Humanoiden auf den Planeten Granath. Sie ist eine Waise und wurde von Füchsen (daher ihr Name) großgezogen. Ausgerüstet mit einer magischen Peitsche und der Fähigkeit, sich in eine Füchsin zu verwandeln, versucht sie, ihre Heimat gegen Reptilien zu verteidigen.

### Gameplay
Das Spiel ist ein klassisches Jump ’n’ Run, welches in 2D dargestellt wird, auch Side-Scroller genannt.
Der Spieler hat zu Beginn des Spiels zehn Leben, bei Berührung mit dem Feind oder dem Sturz in einen Abgrund oder ins Wasser verliert er einen Versuch. Zudem gilt es, die Level innerhalb eines bestimmten Zeitlimits zu durchqueren. Während eines Levels kann man goldene Kugeln aufsammeln, die als Fox-Time auf dem Vix-O-Meter gutgeschrieben werden. Hat man am Ende eines Spielabschnittes die Leiste gefüllt, gelangt man in die Fox-Ebene, einen Bonuslevel. In der Fox-Ebene mutiert die Protagonistin zu einem Fuchs und kann nun Bonuspunkte sammeln. Stürzt man im Bonuslevel beispielsweise in den Abgrund, verliert man kein Leben. Während des Bonuslevels leert sich das Vix-O-Meter wieder und dient somit quasi als Zeitlimit.
Ein richtiges Spielziel gibt es nicht. Das Spiel läuft solange, bis man alle Leben verloren hat.

## Kritiken
Der Titel erhielt unterdurchschnittliche bis gute Bewertungen.

## Sonstiges
Für den deutschen Markt wurde das Spiel umbenannt, da der englische Titel Vixen dem deutschen Wort wichsen, umgangssprachlich für die Masturbation, ähnelt. Auf dem Cover der Spielverpackung war das Model Corinne Russell abgebildet.